# Choiceland
Choiceland is een plaats (town) in de Canadese provincie Saskatchewan en telt 417 inwoners (1996).